# Плоска Могила (курган)
Плоска Могила — курган скіфської знаті, що датується IV ст. до н. е. Знаходився за 5 км на південь від західної околиці села Балки Василівського району Запорізької області, в межах Гайманового поля. Є другим за величиною (після Гайманової Могили) насипом на цих територіях.
Курган було досліджено в 1972 році Запорізькою експедицією під керівництвом В. І. Бідзілі та Е. В. Яковенко.

## Опис кургану
Курган являв собою земляний насип сферичної форми з плоскою вершиною (звідси і назва), висотою 5,3 метри, діаметром понад 60 метрів. Плоска вершина утворилась унаслідок запливу грабіжницького лазу воронкоподібної форми. Насип було споруджено в два етапи. Перший насип мав діаметр 36 м і очевидно був пов'язаний з другою, додатковою вхідною ямою, що вела в єдину поховальну камеру. Другий насип сягав діаметра 40-45 м. Під його центром знаходився викид материкової глини з основної вхідної ями.
Курган був оточений ровом, діаметром 50 м та глибиною 1,4 м. З заходу і сходу рів мав материкові перемички завширшки 1,7 та 2 м відповідно. В західній частині по обидва боки від перемички було виявлено сліди тризни: велику кількість кісток різних тварин, 3 конячі черепи та черепки щонайменше 12 амфор. Такі тризни, за спостереженням Б. М. Мозолевського, найчастіше пов'язані з чоловічими похованнями.
Перша, основна вхідна яма розташовувалась по центру і мала прямокутну але сильно деформовану грабіжницькою воронкою форму. Вона сягала глибини 5,7 м. Під торцевою західною стінкою ями знаходився вхід в дромос , що мав довжину 3,8 м. Під північною стінкою вхідної ями біля самого дна знаходився ще один грабіжницький хід, що виходив на поверхню за 14 м на північний-захід від центру. В верхній частині другого, більш давнього (очевидно, скіфського часу) ходу було виявлено фрагмент залізного меча зі слідами дерев'яних піхов та одну золоту нашивну трикутну бляшку з пуансоновим тисненням.
Друга вхідна яма була виявлена за 13 м на південний-захід від центру. На відміну від першої, вона була заповнена пухким однорідним чорноземом, що не містив в собі ніяких знахідок. Це свідчить про те, що вона не була потривожена грабіжниками. В нижній частині східної стінки знаходився вхід в дромос, довжиною 3,2 м.
Погребальна камера мала форму прямокутника 5,6×2,1/2,8 м, орієнтованого за віссю захід-схід. Проте впродовж свого існування вона була неодноразово деформована, не тронутою лишилась лише південна стінка, тому більш точна реконструкція видається неможливою. В заповненні знайдено кістки тварин зі слідами зеленого бронзового окису (ймовірно, від бронзового котла, в якому знаходилася жертовна їжа), людські кістки, фрагменти залізних гвіздків, наконечників списів та дротиків, а також бронзові вироби (лита вилка, наконечники стріл) та фрагменти пастових намистин.
Аналіз всього поховального комплексу, загальна довжина якого сягала 19,5 м, дозволяє припустити, що спершу було споруджено центральну вхідну яму і погребальну камеру. Другу вхідну яму спорудили для вторинного поховання.

## «Поховальний кортеж»
Через п'ять років після розкопок кургану, в 1976 році бульдозерист радгоспу «Балка», пробиваючи траншею неподалеку від Плоскої могили, на західній її периферії, натрапив на скупчення бронзових предметів. Вони знаходились в ямці, глибиною до 1 м від рівня поля, і були згруповані відповідно до форми та розміру. Загалом знахідка налічувала 259 предметів, що належать до того ж періоду, що і курган: круглих (133) та трикутних (100) нашивних блях, круглих вуздечних блях (12), плоских ворворок (5), кінських налобних (4) та нащічних (4) пластин.
Ці знахідки можна назвати залишками «погребального кортежу», які зазвичай супроводжують жіночі поховання. Таким чином, основне поховання скоріше за все було чоловічим, впускне ж належало жінці.